# 千葉功 (歴史学者)
千葉 功（ちば いさお、1969年9月25日 - ）は、日本の歴史学者。学習院大学教授。専門は日本近現代史、日本政治外交史。

## 略歴
千葉県生まれ。1993年、東京大学文学部国史学科卒業。2000年、東京大学大学院人文社会系研究科博士課程修了博士（文学）。昭和女子大学人間文化学部准教授を経て、現在、学習院大学文学部史学科教授。
研究テーマは日露開戦史、第一次世界大戦前における仲裁裁判条約、日露戦争～一次大戦期における多角的同盟・協商網の構築など。また、桂太郎の伝記的研究、日露戦争の総合的研究も行っている。
著書『旧外交の形成』は、従来「日露戦前」、「日露戦後」、「第一次大戦期」という時期区分によって扱われてきた日本外交史分析の方法に新たな視角を示したものである。本書において千葉は、外交史分析の対象時期を長く設定し、日本外交が「連続性」を持ったものであることを明らかにした。精密な史料読解によって、当該期の外交史研究の水準を高めたと評価されている。

## 著書

### 単著
- 『旧外交の形成―日本外交 1900-1919』（勁草書房、2008年）
- 『桂太郎――外に帝国主義、内に立憲主義』（中公新書、2012年）
- 『南北朝正閏問題　歴史をめぐる明治末の政争』（筑摩書房・筑摩選書、2023年）

### 訳書
- ルイーズ・ヤング『総動員帝国―満洲と戦時帝国主義の文化』（加藤陽子・高光佳絵・古市大輔・川島真と共訳、岩波書店、2001年）
- マーガレット・メール『歴史と国家　19世紀日本のナショナル・アイデンティティと学問』（松沢裕作・加藤悠希・小林延人・鄭ニョン・中野弘喜・三ツ松誠と共訳、東京大学出版会、2017年）

### 編著等
- 『日記に読む近代日本 2 明治後期』（吉川弘文館、2012年）
- 『歴史のなかの日本政治 3 近代中国をめぐる国際政治』（川島真編、中央公論新社、2014年）
- 『陸奥宗光 蹇蹇録』（中公クラシックス、2015年）、新版解説
- 『明治史講義　テーマ篇』（小林和幸編、ちくま新書、2018年）
- 『明治史研究の最前線』（小林和幸編著、筑摩選書、2020年）

## 刊行史料
- 『桂太郎関係文書』（東京大学出版会、2010年）
- 『桂太郎発書翰集』（東京大学出版会、2011年）
- 『寺内正毅関係文書』（寺内正毅関係文書研究会代表、東京大学出版会、2019年～）